# Anders O. Blomberg
Anders Ottomar Blomberg, född 30 oktober 1952 i Stockholm, är en svensk illustratör, skribent och konstnär. 
Anders O. Blomberg växte upp i Stockholm och är son till deckarförfattaren Stig O. Blomberg och Barbro Ahlin. Han har bedrivit konststudier vid Nyckelviksskolan på Lidingö och han har verk i form av oljemålningar representerade hos Södertälje kommun och Statens konstsamlingar. Han illustrerade omslagen till flera av faderns böcker. År 1989 gav han ut boken Teckna & måla. Anders O. Blomberg är medlem i Svenska tecknare, FST, och har bland annat gjort nyhetsgrafiker för diverse medier, däribland medicinska illustrationer publicerade i Läkartidningen och tekniska illustrationer åt TV4:s Kalla Fakta. Han håller också föreläsningar och skriver artiklar.